# Royal Rumble 2006
Royal Rumble 2006 è stata la diciannovesima edizione dell'evento in pay-per-view Royal Rumble, prodotto dalla World Wrestling Entertainment, svoltasi il 29 gennaio 2006 all'American Airlines Arena di Miami.

## Storyline
A New Year's Revolution, John Cena difese con successo il WWE Championship in un Elimination Chamber match ma Edge, a fine incontro, sfruttò il contratto del Money in the Bank che vinse a WrestleMania 21 per attaccare Cena e conquistare così il WWE Championship per la prima volta. La sera successiva, a Raw, Edge e Lita tennero una Live Sex Celebration (fare sesso dal vivo) per appunto festeggiare la conquista del titolo da parte della Rated-R Superstar. La celebrazione, però, venne interrotta da Cena, che colpì Lita con una FU e invocò la sua clausola di rivincita per un rematch titolato da sfruttare alla Royal Rumble.
Durante un house show di SmackDown! tenutosi ad inizio gennaio, Batista difese il World Heavyweight Championship contro Mark Henry in uno Steel Cage match, ma al termine dell'incontro The Animal rimediò un serio (legit) infortunio al tricipite. Nella puntata di SmackDown! del 13 gennaio, Batista fu costretto così a rendere vacante il titolo dei pesi massimi, che venne messo in palio la sera stessa in una 20-Man Battle Royal. Kurt Angle (appartenente al roster di Raw) vinse la contesa eliminando per ultimo Mark Henry, vincendo il titolo vacante. Data la vittoria del World Heavyweight Championship, Angle venne trasferito nel roster di SmackDown! ed iniziò una faida proprio con Henry. La settimana successiva, a SmackDown!, Henry sconfisse Rey Mysterio per diventare il primo sfidante al titolo di Angle alla Royal Rumble.

## Match di qualificazione
Durante il mese di gennaio si sono disputati alcuni incontri di qualificazione al Royal rumble match.
| Data            | Brand     | Match                                                                         | Stipulazione                 |
| --------------- | --------- | ----------------------------------------------------------------------------- | ---------------------------- |
| 9 gennaio 2006  | Raw       | Chavo Guerrero ha sconfitto Robért Conway                                     | Single match                 |
| 9 gennaio 2006  | Raw       | Shelton Benjamin ha sconfitto Val Venis                                       | Single match                 |
| 9 gennaio 2006  | Raw       | Kane ha sconfitto Snitsky                                                     | Single match                 |
| 15 gennaio 2006 | SmackDown | Sylvan ha sconfitto Scotty 2 Hotty                                            | Single match                 |
| 16 gennaio 2006 | Raw       | Trevor Murdoch ha sconfitto Antonio                                           | Single match                 |
| 23 gennaio 2006 | Raw       | Viscera ha sconfitto Gregory Helms, Lance Cade e Tyson Tomko                  | Fatal four-way match         |
| 23 gennaio 2006 | Raw       | Jonathan Coachman ha sconfitto Jerry Lawler                                   | Single match                 |
| 24 gennaio 2006 | SmackDown | Psicosis e Super Crazy hanno sconfitto Chad Dick e James Dick e Nunzio e Vito | Triple threat tag team match |

## Evento
Prima della messa in onda dell'evento, Finlay sconfisse Brian Kendrick a Sunday Night Heat.

### Match preliminari
Il primo match dell'evento fu il Cruiserweight Open valevole per il Cruiserweight Championship tra il campione Kid Kash e gli sfidanti Funaki, Gregory Helms, Jamie Noble, Nunzio e Paul London. Durante il match, London si lanciò con uno shooting star press dalla terza corda atterrando, così, su tutti gli altri partecipanti che si trovavano all'esterno del ring. In seguito, Helms eseguì una flying neckbreaker su London. Più avanti, Kash colpì London con la Dead Level e lo schienò, ma Nunzio e Funaki interruppero lo schienamento. Mentre Noble stava applicando una dragon sleeper su Funaki, Helms tentò di eseguire lo Shining Wizard su Noble, però quest'ultimo schivò la manovra. Nel finale, Helms gettò Noble all'esterno del ring per poi colpire Funaki con lo Shining Wizard. Helms schienò poi Funaki per vincere il match e conquistare il titolo.
Il match successivo fu tra Ashley e Mickie James con la Women's Champion Trish Stratus nel ruolo di arbitro speciale. Durante le fasi iniziali del match, Ashley attaccò ripetutamente il braccio sinistro di Mickie. Dopo che Ashley continuò a colpire Mickie all'angolo, Trish separò le due premettendo, così, a Mickie di portarsi in vantaggio su Ashley. Nel finale, Ashley ebbe una piccola reazione, ma Mickie eseguì su di lei una powerbomb e la schienò per vincere il match.
Il terzo match fu tra The Boogeyman e John "Bradshaw" Layfield (con Jillian Hall). Durante il match, JBL tentò di eseguire la Clothesline from Hell su The Boogeyman, ma quest'ultimo schivò la manovra per poi lanciare JBL contro un paletto di sostegno del ring. The Boogeyman eseguì poi la Pumphandle Slam su JBL e lo schienò per vincere il match.

### Match principali
Il match seguente fu il Royal Rumble match. Il match iniziò con Triple H e Rey Mysterio, i quali entrarono rispettivamente per primo e per secondo. Dopo un batti e ribatti, Mysterio tentò di eseguire la 619 su Triple H, ma The Game schivò la manovra per poi colpire Mysterio con una clothesline. Dopo la sua entrata, Simon Dean (numero #3) cercò di allearsi con Triple H, però quest'ultimo lo colpì per poi consentire a Mysterio di eseguire su di lui una seated senton. Triple H e Mysterio eliminarono poi Dean dal match. Dopo che Mysterio eseguì una bronco buster su Triple H, Psicosis (numero #4) entrò sul ring e colpì prima Triple H con uno spinning heel kick e poi Mysterio con un sit-out facebuster. Psicosis tentò poi di eliminare Mysterio con una powerbomb, ma Mysterio contrattaccò ed eliminò Psicosis dopo l'esecuzione di una hurricanrana. Dopo aver eliminato Psicosis, Mysterio subì una spinebuster da parte di Triple H. Successivamente, l'Intercontinental Champion Ric Flair (numero #5) arrivò sul ring ed attaccò immediatamente il suo rivale Triple H con un back body drop. Tuttavia, pochi istanti dopo, Flair venne eliminato dallo stesso Triple H dopo che The Game lo gettò oltre la terza corda con un back body drop. Il seguente entrante fu Big Show (numero #6), che attaccò ripetutamente il suo rivale Triple H per poi colpirlo con una sidewalk slam. Dopo essere entrato, Jonathan Coachman (numero #7) attaccò Big Show, però quest'ultimo contrattaccò e lanciò Coachman oltre la terza corda del ring, eliminandolo subito dal match, per poi eseguire la Chokeslam su Triple H. In seguito, Bobby Lashley (numero #8) si presentò sul ring ed iniziò a dominare Big Show, Triple H e Mysterio, finché non entrò Kane (numero #9). Dopodiché, Kane e Lashley incominciarono ad attaccarsi a vicenda; con Kane che colpì Lashley con un big boot. Tuttavia, Lashley mostrò tutta la sua potenza e colpì Kane con un belly to belly suplex per poi eseguire su di lui la Dominator. Pochi attimi dopo, Sylvan (numero #10) corse sul quadrato ed attaccò Lashley, ma quest'ultimo reagì per poi eliminare velocemente Sylvan dalla contesa. Dopo aver eliminato Sylvain, Lashley subì una Double Chokeslam da parte di Big Show e Kane, i quali lo eliminarono poi dal match. Big Show e Kane iniziarono poi a combattere uno contro l'altro nei pressi delle corde del ring. Approfittando di ciò, Triple H eliminò sia Big Show che Kane in un colpo solo, gettandoli oltre la terza corda. I successivi entranti furono Carlito (numero #11) e Chris Benoit (numero #12). Dopo essere entrati, Carlito eseguì il Backstabber su Mysterio; mentre Benoit eseguì una serie di german suplex su tutti i suoi avversari, presenti all'interno del quadrato, per poi applicare la Crippler Crossface su Carlito. Triple H ruppe la presa di Benoit su Carlito, ma The Game venne poi colpito dal diving headbutt di Benoit. Poco dopo, lo United States Champion Booker T (numero #13) entrò sul ring ed attaccò Benoit per poi tentare di eliminarlo. Tuttavia, Benoit contrattaccò ed eliminò Booker dalla contesa. Dopo l'eliminazione di Booker, il clima cambiò e il ring tornò a popolarsi con le entrate di Joey Mercury (numero #14), Tatanka (numero #15), Johnny Nitro (numero #16), Trevor Murdoch (numero #17), Eugene (numero #18) e Road Warrior Animal (numero #19). Dopo che Animal colpì Triple H con la Powerslam, Rob Van Dam (numero #20) fece il suo ritorno sul ring in seguito ad un grave infortunio al ginocchio, occorso l'anno prima. Van Dam attaccò tutti i partecipanti per poi colpire Triple H con uno spinning heel kick, Benoit con un superkick e Nitro e Mercury con un double dropkick. Van Dam eliminò poi Animal dal match dopo averlo gettato oltre la terza corda con un dropkick. I seguenti entranti furono Orlando Jordan (numero #21) e Chavo Guerrero (numero #22). Dopo essere entrato, Guerrero colpì Nitro con uno standing dropkick per poi eseguire una inverted powerbomb su Mysterio e i Three Amigos su Mercury. Tuttavia, Triple H eliminò Guerrero prima che quest'ultimo potesse eseguire la Frog Splash su Mercury. Successivamente, Matt Hardy (numero #23) arrivò sul quadrato ed eseguì il Side Effect sia su Nitro che su Mercury. Dopo essere stati attaccati da Hardy, Nitro e Mercury eliminarono Tatanka. I successivi entranti furono Super Crazy (numero #24) e Shawn Michaels (numero #25). Dopo essere entrati, Crazy eseguì un diving crossbody sia su Nitro che su Mercury; mentre Michaels eliminò Murdoch dal match. Dopodiché entrarono Chris Masters (numero #26) e Viscera (numero #27). Una volta salito sul ring, Viscera eseguì un samoan drop su Hardy per poi eliminarlo dopo aver contrattaccato un tentativo di Twist of Fate. Dopo l'entrata di Shelton Benjamin (numero #28), Benoit e Mysterio eliminarono rispettivamente Eugene e Crazy. Dopo che Benjamin colpì Triple H con uno spinning heel kick, Goldust (numero #29) entrò sul ring ed attaccò Nitro e Mercury. L'ultimo entrante fu Randy Orton (numero #30), che eliminò Benoit dalla contesa per poi eseguire la RKO su Viscera. Carlito e Masters si allearono poi per eliminare Viscera ma, subito dopo, Carlito voltò le spalle a Masters e lo eliminò. Dopo aver eseguito lo Shattered Dreams su Carlito, Goldust venne eliminato da Van Dam. Dopo che Orton eliminò Jordan, Michaels colpì Triple H con un flying forearm smash. In seguito, Nitro e Mercury tentarono di eseguire la Snapshot su Michaels, però HBK contrattaccò la manovra per poi eliminare entrambi dal match. Dopo che Michaels eliminò Nitro e Mercury, Benjamin colpì HBK con un superkick per poi tentare di eliminarlo, ma Michaels contrattaccò ed eliminò Benjamin dopo l'esecuzione di una Sweet Chin Music sull'apron ring. Pochi istanti dopo, Vince McMahon si presentò sullo stage e distrasse Michaels permettendo, così, a Shane McMahon (non partecipante al match) di eliminarlo. Un furente Michaels ritornò sul ring per attaccare Shane, però Triple H si oppose per poi tentare di colpire HBK con il Pedigree. Michaels rovesciò poi la manovra in un back body drop e colpì Triple H con la Sweet Chin Music. Dato che Shane ne approfittò per fuggire nel backstage, Michaels scese dal ring e lo inseguì. Poco dopo, Van Dam eliminò Carlito dopo l'esecuzione di un mule kick. Rimasero dunque sul ring Triple H, Mysterio, Orton e Van Dam. In seguito, Van Dam colpì Orton con un superkick per poi eseguire con Mysterio un double leg drop su Triple H e il Rolling Thunder su Orton. Van Dam tentò poi di eseguire la Five Star Frog Splash su Orton, ma Triple H lo attaccò all'angolo. Dato ciò, Mysterio tentò di attaccare Triple H per provare ad aiutare Van Dam, però The Game contrattaccò e lanciò Mysterio contro Van Dam, facendo sì che quest'ultimo cadesse all'esterno del ring e venisse eliminato per mano di Rey. Rimasti in tre, Triple H e Orton si accanirono su Mysterio, ma Rey contrattaccò colpendo entrambi con una Double DDT. Mysterio gettò poi Triple H addosso ad Orton dopo l'esecuzione di una headscissor, posizionandoli così sulle corde per poi colpirli con una Double 619. Dopo aver eseguito la doppia 619, Mysterio colpì Orton con una seated senton, però Triple H schivò la manovra aerea e stese Mysterio con una clothesline. Orton tentò poi di eseguire la RKO su Triple H, ma The Game contrattaccò eseguendo una spinebuster su Orton. Dopodiché, Triple H cercò di eliminare Mysterio, però quest'ultimo rovesciò il tutto ed eliminò The Game dal match. Per vendicarsi dell'eliminazione patita, Triple H assalì Mysterio e lo lanciò contro dei gradoni d'acciaio per poi rigettarlo all'interno del ring. Orton tentò dunque di approfittarne per eliminare Mysterio, ma Rey contrattaccò eliminando Orton dopo l'esecuzione di una hurricanrana per vincere il Royal Rumble match. Con questa incredibile vittoria, Mysterio stabilì il record di permanenza sul ring in un unico Royal Rumble match (62 minuti e 12 secondi), superando quello fissato da Chris Benoit due anni prima.
Il quinto match fu quello per il WWE Championship tra il campione Edge (con Lita) e lo sfidante John Cena. Durante le fasi iniziali del match, Cena si portò in vantaggio nei confronti di Edge. In seguito, Edge si rifugiò all'esterno del ring e Cena lo seguì; tuttavia, Edge utilizzò Lita come diversivo per distrarre Cena e colpirlo con una Spear contro dei gradoni d'acciaio. Edge eseguì poi una baseball slide su Cena, mandandolo oltre una barricata di sicurezza, per poi rigettarlo sul ring. Più avanti, Cena riuscì ad interrompere il dominio di Edge dopo aver contrattaccato un tentativo di superplex da parte di quest'ultimo. Cena tentò poi di eseguire un top rope splash su Edge, ma il campione schivò la manovra e si riportò in controllo della contesa. Successivamente, Cena cercò di colpire Edge con la F-U, però Edge contrattaccò per poi tentare la Spear. Cena schivò poi la mossa, facendo schiantare Edge contro un tenditore delle corde, per poi eseguire sul campione una DDT, una clothesline e la Protobomb. Dopo che Cena colpì Edge con il Five Knuckle Shuffle, Lita salì sull'apron ring per distrarre l'arbitro ed attirare l'attenzione di Cena. Edge provò dunque ad approfittarne per colpire Cena, però quest'ultimo si spostò e il campione finì con il colpire Lita, mettendola KO. Nel finale, Cena eseguì la F-U su Edge per poi applicare su di lui la STFU e forzarlo, così, alla resa per vincere il match e conquistare il titolo.
Il main event fu il match per il World Heavyweight Championship tra il campione Kurt Angle e lo sfidante Mark Henry (con Daivari). Durante le fasi iniziali del match, Angle cercò di tenere Henry al tappeto, ma quest'ultimo contrattaccò gettando Angle all'esterno del ring, dove Daivari lo attaccò senza farsi vedere dall'arbitro. In seguito, Henry sfruttò la sua potenza per dominare Angle, finché il campione non applicò la Ankle Lock su Henry. Dopo che Angle eseguì la Angle Slam su Henry, l'Olympic Hero riapplicò la Ankle Lock. Dopo che Daivari distrasse l'arbitro, Henry si liberò dalla presa per poi lanciare Angle contro l'arbitro, il quale finì KO. Dopodiché, con l'arbitro a terra, Angle prese una sedia d'acciaio e la utilizzò per colpire Daivari. Angle tentò poi di colpire anche Henry con la sedia, però quest'ultimo lo bloccò per poi gettarlo al tappeto. Tuttavia, Angle colpì Henry prima con un low-blow e poi per due volte con la sedia. Angle schienò poi Henry, ma  il World's Strongest Man si liberò dallo schienamento dopo un conteggio di due. Nel finale, Angle rimosse un cuscinetto protettivo da un tenditore delle corde e, pochi istanti dopo, Henry vi sbatté contro la testa. Dopo che Henry collise contro il tenditore delle corde esposto, Angle lo schienò con un roll-up per vincere il match e mantenere il titolo. Al termine del match, mentre Angle stava festeggiando la sua vittoria, The Undertaker apparì sullo stage a bordo di una carrozza trainata da dei cavalli. Dopo che The Undertaker intimidì Angle, il ring collassò e le corde si staccarono dai rispettivi tenditori andando, così, a chiudere l'evento.

## Risultati
| #    | Incontri                                                                           | Stipulazioni                                                       | Durata   |
| ---- | ---------------------------------------------------------------------------------- | ------------------------------------------------------------------ | -------- |
| Heat | Finlay ha sconfitto Brian Kendrick                                                 | Single match                                                       | 02:07    |
| 1    | Gregory Helms ha sconfitto Kid Kash (c), Funaki, Jamie Noble, Nunzio e Paul London | Cruiserweight open challenge per il WWE Cruiserweight Championship | 07:40    |
| 2    | Mickie James ha sconfitto Ashley                                                   | Single match con Trish Stratus come arbitro speciale               | 07:44    |
| 3    | The Boogeyman ha sconfitto John "Bradshaw" Layfield (con Jillian Hall)             | Single match                                                       | 01:54    |
| 4    | Rey Mysterio ha vinto eliminando per ultimo Randy Orton                            | Royal rumble match                                                 | 01:02:12 |
| 5    | John Cena ha sconfitto Edge (c) (con Lita) per sottomissione                       | Single match per il WWE Championship                               | 15:01    |
| 6    | Kurt Angle (c) ha sconfitto Mark Henry (con Daivari)                               | Single match per il World Heavyweight Championship                 | 09:29    |

## Royal rumble match
– Wrestler di Raw

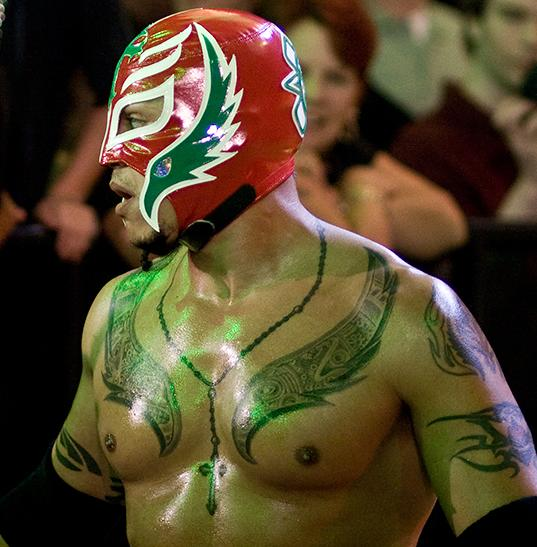
Rey Mysterio, vincitore del Royal rumble match

     – Wrestler di SmackDown!
     – Vincitore
| #   | Superstar           | Ordine | Eliminato da                | Tempo    | N° eliminazioni |
| --- | ------------------- | ------ | --------------------------- | -------- | --------------- |
| 1°  | Triple H            | 28°    | Rey Mysterio                | 01:00:16 | 5               |
| 2°  | Rey Mysterio        | —      | Vincitore                   | 01:02:12 | 6               |
| 3°  | Simon Dean          | 1°     | Rey Mysterio e Triple H     | 00:45    | 0               |
| 4°  | Psicosis            | 2°     | Rey Mysterio                | 01:15    | 0               |
| 5°  | Ric Flair           | 3°     | Triple H                    | 01:20    | 0               |
| 6°  | Big Show            | 7°     | Triple H                    | 09:02    | 2               |
| 7°  | Jonathan Coachman   | 4°     | Big Show                    | 00:30    | 0               |
| 8°  | Bobby Lashley       | 6°     | Big Show e Kane             | 04:17    | 1               |
| 9°  | Kane                | 8°     | Triple H                    | 03:33    | 1               |
| 10° | Sylvan              | 5°     | Bobby Lashley               | 00:18    | 0               |
| 11° | Carlito             | 26°    | Rob Van Dam                 | 38:29    | 2               |
| 12° | Chris Benoit        | 17°    | Randy Orton                 | 30:31    | 2               |
| 13° | Booker T            | 9°     | Chris Benoit                | 00:18    | 0               |
| 14° | Joey Mercury        | 22°    | Johnny Nitro                | 29:14    | 1               |
| 15° | Tatanka             | 12°    | Joey Mercury e Johnny Nitro | 14:09    | 0               |
| 16° | Johnny Nitro        | 23°    | Shawn Michaels              | 25:45    | 2               |
| 17° | Trevor Murdoch      | 13°    | Shawn Michaels              | 13:41    | 0               |
| 18° | Eugene              | 15°    | Chris Benoit                | 16:25    | 0               |
| 19° | Road Warrior Animal | 10°    | Rob Van Dam                 | 02:49    | 0               |
| 20° | Rob Van Dam         | 27°    | Rey Mysterio                | 23:52    | 4               |
| 21° | Orlando Jordan      | 21°    | Randy Orton                 | 16:09    | 0               |
| 22° | Chavo Guerrero      | 11°    | Triple H                    | 00:59    | 0               |
| 23° | Matt Hardy          | 14°    | Viscera                     | 07:42    | 0               |
| 24° | Super Crazy         | 16°    | Rey Mysterio                | 07:40    | 0               |
| 25° | Shawn Michaels      | 25°    | Shane McMahon               | 12:55    | 3               |
| 26° | Chris Masters       | 19°    | Carlito                     | 07:01    | 1               |
| 27° | Viscera             | 18°    | Carlito e Chris Masters     | 05:20    | 1               |
| 28° | Shelton Benjamin    | 24°    | Shawn Michaels              | 06:51    | 0               |
| 29° | Goldust             | 20°    | Rob Van Dam                 | 03:09    | 0               |
| 30° | Randy Orton         | 29°    | Rey Mysterio                | 13:04    | 2               |